# Atymna castaneae
Atymna castaneae är en insektsart som beskrevs av Fitch. Atymna castaneae ingår i släktet Atymna och familjen hornstritar. Inga underarter finns listade i Catalogue of Life.